# Holiday (Dizzee Rascal)
Holiday is een nummer van de Britse rapper Dizzee Rascal uit 2009, met een refrein ingezongen door de Britse R&B-zanger Chrome. Het is de derde single van Rascals vierde studioalbum Tongue n' Cheek.
"Holiday" werd geschreven door Calvin Harris. Harris bedoelde het nummer in de eerste instantie voor The Saturdays, maar die weigerden. Omdat Dizzee Rascal het nummer wél leuk vond, gaf Harris het nummer aan Rascal. Rascal scoorde in thuisland het Verenigd Koninkrijk vervolgens een nummer 1-hit met het nummer. Minder succes had het nummer in Nederland, waar het de 68e positie haalde in de Single Top 100. In de Vlaamse Ultratop 50 was het nummer met een 20e positie wel een bescheiden succesje te noemen.